# ستيفاني فرابارت
ستيفاني فرابارت (بالفرنسية: Stéphanie Frappart؛ مواليد 14 ديسمبر 1983) هي حكمة كرة قدم. تم تعيين فرابارت في قائمة الحكام الدوليين للفيفا في 2009، وحكمت على العديد من المباريات البارزة. هي أول امرأة تحكم في مباراة أوروبية كبرى للرجال عندما تولت قيادة كأس السوبر الأوروبي 2019 بين ليفربول و‌تشيلسي في 14 أغسطس 2019.

## مسيرتها

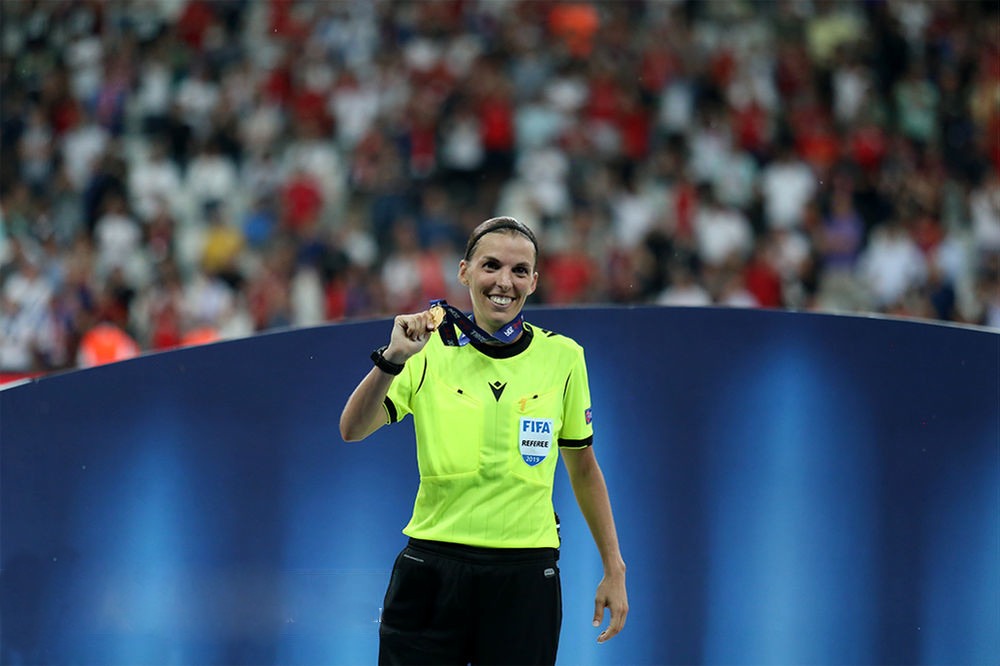
صورة للحكمة ستيفاني فرابارت في مباراة السوبر الأوروبي 2019 الذي بين نادي ليفربول ونادي تشيلسي

منذ عام 2011، تحكم فرابارت المباريات في الدوري الفرنسي الدرجة الثالثة، القسم الثالث لكرة القدم للرجال في فرنسا.
في عام 2014، أصبحت فرابارت أول امرأة تحكم في الدوري الفرنسي الدرجة الثانية، المستوى الثاني من كرة القدم للرجال المحترفين في فرنسا.
شاركت كحكم في كأس العالم للسيدات 2015 في كندا.في 3 ديسمبر 2018، تم تعيين فرابارت لتولي مهام كأس العالم للسيدات 2019 في فرنسا. بعد انتهاء دور الـ16، تم الإعلان عن اختيار فرابارت كواحد من 11 مسؤولًا سيتم الاحتفاظ بهم للفترة المتبقية من البطولة. وتم اختيار فرابارت لتُحكّم على نهائي البطولة التي تم لعبها في 7 يوليو 2019 بين الولايات المتحدة وهولندا.
في أبريل 2019، تم الإعلان أنها ستصبح أول حكم أنثى في الدوري الفرنسي. في 28 أبريل 2019، حكّمت أول مباراة لها في الدوري الفرنسي بين أميان وستراسبورغ.
في 2 أغسطس 2019، تم الإعلان عن تعيين فرابارت للتحكيم على كأس السوبر الأوروبي 2019.
في 1 ديسمبر 2022، أصبحت فرابارت أول امرأة تحكم في كأس العالم للرجال، في مباراة دور المجموعات يوم الخميس بين كوستاريكا وألمانيا في بطولة كأس العالم 2022 المقامة في قطر، وهي واحدة من ثلاثة حكام تم اختيارهن للتحكيم للمرة الأولى في تاريخ البطولة منذ انطلاقتها عام 1930 في الأوروغواي.

## الجوائز
- أفضل حكم امرأة في العالم من الاتحاد الدولي لتاريخ وإحصاءات كرة القدم: 2019,[14] 2020,[15] 2021[16]

## وصلات خارجية
- ستيفاني فرابارت على موقع IMDb (الإنجليزية)
- الملف الشخصي على WorldFootball.net